# کریس مگوایر
کریس مگوایر (انگلیسی: Chris Maguire؛ زادهٔ ۱۶ ژانویهٔ ۱۹۸۹) بازیکن فوتبال اهل بریتانیا است.
از باشگاه‌هایی که در آن بازی کرده‌است می‌توان به باشگاه فوتبال کیلمارنوک، باشگاه فوتبال پورتسموث، باشگاه فوتبال کاونتری سیتی، باشگاه فوتبال روترهام یونایتد، باشگاه فوتبال آکسفورد یونایتد، باشگاه فوتبال آبردین، باشگاه فوتبال دربی کانتی، و باشگاه فوتبال شفیلد ونزدی اشاره کرد.
وی همچنین در تیم‌های ملی فوتبال Scotland national under-16 football team, Scotland national under-19 football team، زیر ۲۱ سال اسکاتلند، و اسکاتلند بازی کرده‌است.